# David Vázquez Martínez
David Vázquez Martínez (Tucumán, Argentina 24 de març de 1930 - Madrid, Espanya 15 de febrer de 1986) fou un professor universitari i bioquímic argentí, especialista en biologia molecular i microbiologia.

## Biografia
Nascut el 24 de març de 1930 a la ciutat argentina de Tucumán fill d'immigrants asturians. Va desenvolupar els seus estudis universitaris entre Espanya, on es llicencià el 1954 a la Universitat de Madrid i doctorà en química el 1959, i el Regne Unit, on amplià estudis a la Universitat de Cambridge doctorant-se el 1965.
Després d'iniciar les seves primeres investigacions al voltant de la microbiologia a París, Reading i Cambridge, el 1963 s'incorporà al Consell Superior d'Investigacions Científiques (CSIC) en l'àmbit de biologia molecular al costat de Alberto Sols García i Manuel Losada Villasante. Els seus treballs se centraren en els mecanismes de síntesi biològica de les proteïnes i la seva acció als antibiòtics. El 1967 fou nomenat investigador científic del CSIC i el 1971 professor d'investigació, la màxima categoria dins l'organisme científic.
Professor i Director del Departament de Microbiologia de la Facultat de Ciències de la Universitat Autònoma de Madrid, estigué interessat des de sempre en la divulgació organitzant deversos simposis internacionals així com diferents estudis publicats en revistes nacionals i internacionals.
El 1985 li fou concedit el Premi Príncep d'Astúries d'Investigació Científica i Tècnica, juntament amb l'enginyer Emilio Rosenblueth. Morí el 15 de febrer de 1986 a la seva residència de Madrid.

## Obres
- Inhibitors of Protein Biosynthesis (1979)